# Mag Mell
《Mag Mell》是樂團Mili的第一張專輯。於2014年9月17日由Yamato Kasai自行創立之Saihate Records發行。

## 概要
本專輯是Mili創團後推出的第一張完整專輯，由於當時主唱Cassie Wei仍住在加拿大，因此整張專輯全部歌曲皆由成員各自在家進行錄製後，再進行混音。
專輯分為初回限定盤及通常盤2種版本，初回限定盤為紙質包裝，通常盤則為塑膠包裝。
在專輯預先發售日，即取得Oricon公信榜日榜排行第13位。同月29日，取得Oricon公信榜獨立音樂排行第1位。

## 收錄曲目
1. A Turtle's Heart [3:03]
音樂遊戲Deemo收錄曲。
2. Nine Point Eight [3:10]
作詞：Cassie Wei (momocashew)
作曲：Cassie Wei (momocashew)、Yamato Kasai
編曲：Yamato Kasai、Soshi Isaka
音樂遊戲Deemo收錄曲。
3. Utopiosphere [2:12]
作詞：Cassie Wei (momocashew)
作曲：Cassie Wei (momocashew)、Yamato Kasai
編曲：Yamato Kasai
音樂遊戲Deemo收錄曲。
4. Friction [2:40]
作曲：Yamato Kasai
音樂遊戲Deemo收錄曲。
5. Chocological- [4:20]
作詞：Cassie Wei (momocashew)
作曲：Cassie Wei (momocashew)、Yamato Kasai
編曲：Yamato Kasai
音樂遊戲Cytus收錄曲。
6. YUBIKIRI-GENMAN [3:55]
作詞：Yamato Kasai
作曲：Yamato Kasai
編曲：Yamato Kasai
音樂遊戲Deemo收錄曲。
7. Sacramentum:Unaccompanied Hymn for Torino [3:29]
全曲以自創架空語言創作。
8. Ephemeral [4:25]
音樂遊戲Deemo收錄曲。
9. Imagined Flight [3:28]
音樂遊戲Deemo收錄曲。
10. Fable [3:22]
作曲：Yamato Kasai
編曲：Yamato Kasai、Yukihito Mitomo、Shoto Yoshida
音樂遊戲Deemo收錄曲。
11. Rosetta [3:00]
作詞：Cassie Wei (momocashew)
作曲：Cassie Wei (momocashew)、Yamato Kasai
編曲：Yamato Kasai、Yukihito Mitomo、Shoto Yoshida
音樂遊戲Deemo收錄曲。
12. Maroma Samsa [4:27]
作曲：Yamato Kasai
13. Witch's Invitation [5:04]
作詞：Cassie Wei (momocashew)、Yamato Kasai
作曲：Cassie Wei (momocashew)、Yamato Kasai
編曲：Yamato Kasai、Yukihito Mitomo
音樂遊戲Deemo收錄曲。

## 外部連結
- Mag Mell特設網頁 （页面存档备份，存于）